# 巴爾河 (季斯梅尼齊亞河支流)
巴爾河（烏克蘭語：Бар），是烏克蘭的河流，位於該國西部利沃夫州，屬於季斯梅尼齊亞河的支流，流經德羅霍貝奇區，河道全長26公里，流域面積114平方公里。